# Айко
Айко (арм. Հայկո), (настоящее имя Айк Борисович Акопян, арм. Հայկ Հակոբյան; 25 августа 1973, Ереван, Армянская ССР — 29 сентября 2021, Ереван) — армянский певец, представлявший Армению на «Евровидении-2007» с песней «Anytime You Need», написанной самим Айко на слова Карена Кавалеряна. Заслуженный артист Республики Армения (2006).

## Биография
Окончил музыкальную школу имени Чухаджяна, поступил в музыкальный колледж. Учился в Ереванской государственной консерватории. В 1996 году занял первое место на музыкальном фестивале «Москва-96». В 1997 году стал победителем нью-йоркского фестиваля «Большое яблоко» (Big Apple). В 1998 — лучшим автором-исполнителем конкурса «Айо» (Ayo) в Армении.
Трижды удостаивался звания лучшего певца Армении (1998, 1999, 2003).
В феврале 2007 года в прямом эфире Общественного телевидения Армении был показан концерт — национальный отбор на Евровидение, по итогам которого авторитетное жюри выбрало Айко в качестве представителя Армении на «Евровидении» в Финляндии. Айко занял в финале 8-е место, набрав 138 баллов. Высшую оценку (12 баллов) Армения получила от Турции и Грузии, по 10 баллов — от Франции, Бельгии, Чехии, Нидерландов, России и Польши, по 8 баллов — от Испании, Кипра и Болгарии, 6 баллов — от Греции, по 5 баллов — от Беларуси, Австрии, Израиля, Украины, 2 балла — от Молдовы. Во время исполнения его сопровождал ансамбль, в который вошли Тигран Петросян, Ара Торосян и Гога. В том же году был признан композитором года, повторив это достижение в 2010 и 2011 гг.
В 2013—2014 годах Айко стал тренером одной из команд в музыкальном шоу «Голос Армении».
Автор музыки к нескольким армянским кинофильмам. В числе его работ музыка к фильму «Землетрясение» (2016).
Экс-супруга — эстрадная певица Анаит Симонян (род. 1987), были в браке с 2010 по 2020 год. Сын — Арман.
Скончался на 49-м году жизни в Ереване 29 сентября 2021 года от последствий коронавирусной инфекции во время пандемии COVID-19 в Армении. Певец пребывал в крайне тяжёлом состоянии с 21 сентября, когда инфекция была диагностирована.

## Дискография
- 2000 — «Romance»
- 2004 — «Снова» (арм. Նորից)
- 2004 — «Live Concert»
- 2007 — «Одним словом» (арм. Մի խոսքով)
- 2008 — «Live Concert 2008»
- 2014 — «Влюблён» (арм. Ես քեզ սիրահարվել եմ)
- 2018 — «Hayko Live Concert»
- 2020 — «Самая» (арм. Ամենա)

## Синглы
- 1995 — «Люблю» (арм. Սեր) - Первая песня
- 2007 — «Ты мой в моем мире» (арм. Աշխարումս իմն դուն ես) (с Араме)
- 2007 — «Не бояться» (арм. Մի վախեցիր)
- 2007 — «Anytime You Need» (песня Евровидения-2007)
- 2007 — «Тебе» (арм. Քեզ (с DJ Serjo)
- 2011 — «Я или он» (арм. Ես կամ նա) (с Размик Амян)
- 2012 — «Привет удачи» (арм. Բարև երջանկության)
- 2013 — «Я люблю тебя любовь» (арм. Քեզ սիրում եմ սեր) (с К. Пепелян)
- 2015 — «Помните» (арм. հիշիր) (с Диана Арустамян)
- 2015 — «Обещай мне» (арм. Ինձ խոստացիր)
- 2016 — «Твоя любовь - это другой мир» (арм. Քո սերը մի ուրիշ աշխարհ է) (с Рипсиме Акопян)
- 2017 — «Вечный город любви» (арм. Սիրո հավերժ քաղաք)
- 2020 — «Это любовь» (арм. Սերն է սա) (с Анаит Симонян)

## Хиты
- «Одним словом» (арм. Մի խոսքով)
- «Или-или» (арм. Կամ-կամ)
- «Обернись и взгляни» (арм. Հետ նայիր ու տես)
- «Нет слов» (арм. Խոսքեր չկան)